# Anheszenpaaton Ta-serit
Anheszenpaaton Ta-serit egyiptomi hercegnő a XVIII. dinasztia idején, az Amarna-korban. Néhány talatátról ismert, melyeket Hermopoliszban találtak 1938-ban és melyek eredetileg egy ahet-atoni épület részét képezték.
A legelterjedtebb feltételezés szerint Ehnaton és Nofertiti harmadik lányának, Anheszenpaatonnak az egyetlen ismert gyermeke, és anyja nevét kapta (a ta-serit jelentése: „a kisebbik”). Apja kiléte vitatott, vagy Ehnaton az, vagy a társuralkodó Szemenhkaré. Az is lehetséges, hogy ő és Meritaton Ta-serit 
Anheszenpaaton nővérének, Meritatonnak a gyermekei férjétől, Szemenhkarétól.
Egy másik feltételezés szerint a két hercegnő Ehnaton és mellékfelesége, Kia gyermekei, mivel csak olyan feliratok említik őket, melyek eredetileg Kiát és ismeretlen nevű lányát említették; az is lehetséges azonban, hogy nem is léteztek, csak azért találták ki őket, hogy kitöltsék Kia lánya nevének a helyét valamivel, amikor a feliratokat átfaragták Meritaton és Anheszenpaaton számára.